# Industrie de la défense de l'Iran

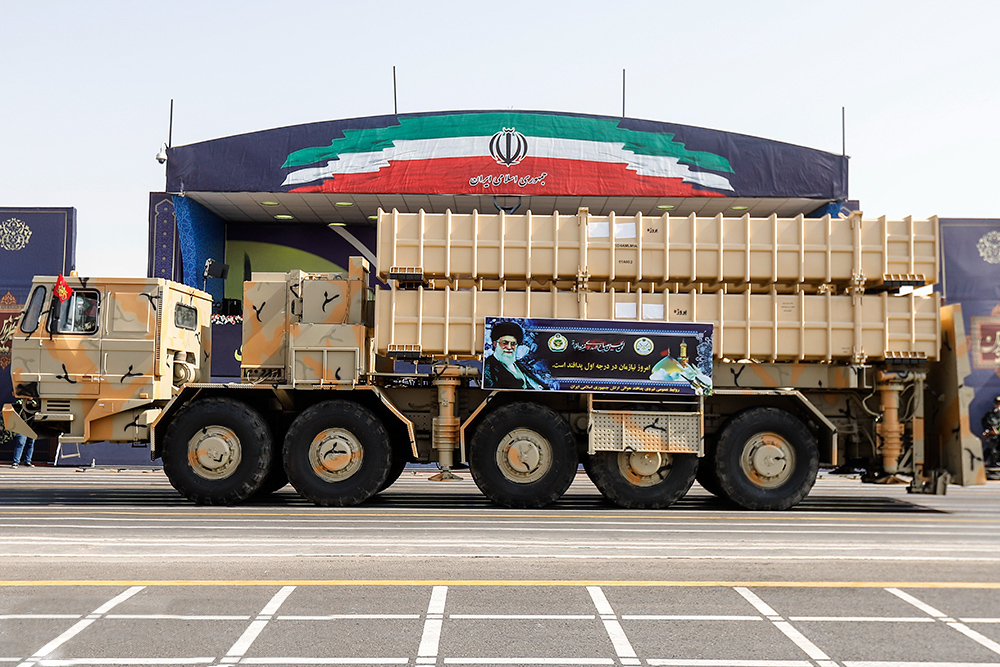
Système de défense aérienne Bavar 373 lors d'un défilé en 2019.

L’industrie de la défense de l'Iran a fait de grands progrès dans les 25 dernières années [Quand ?], et fabrique maintenant de nombreux types d'armes et d'équipements. Selon les responsables iraniens, le pays a vendu des équipements militaires  pour une valeur de 100 millions de dollars américains en 2003. En 2006, l'Iran avait exporté des armes vers 57 pays[réf. nécessaire].

## Composante
L'industrie militaire de l'Iran, sous le commandement du Ministère de la Défense, est composée des éléments principaux suivants : 
| Organisation                              | champs d'activité                                                         |
| ----------------------------------------- | ------------------------------------------------------------------------- |
| Industries iraniennes de l'électronique   | Électronique, communication, e-guerre, radars, satellites, etc.           |
| Organisation des industries de défense,   | Tanks, des roquettes, des bombes, des fusils, des véhicules blindés, etc. |
| Organisation des industries aérospatiales | Systèmes de missiles guidés, etc.                                         |
| Organisation des industries de l'aviation | Avions, drones, hélicoptères, etc.                                        |
| Organisation des industries de la marine  | Navires, aéroglisseurs, les sous-marins, etc.                             |

## Histoire

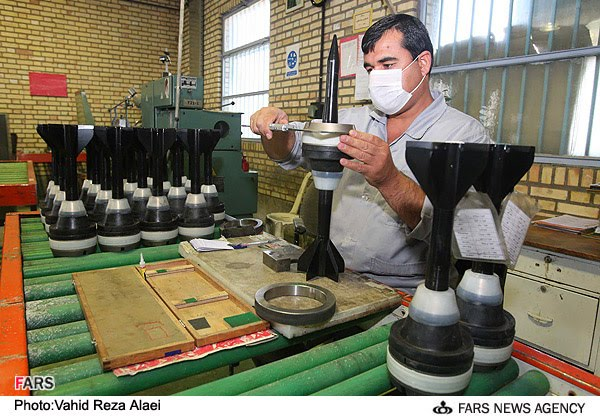
Photo d'un ouvrier iranien travaillant sur un obus-flèche de 125 mm de conception soviétique publié en 2011

L'industrie militaire de l'Iran est née sous le dernier Shah d'Iran, Mohammad Reza Pahlavi. En 1973, l'Industrie iranienne de l’électronique (IEI) a été fondée pour organiser les efforts pour assembler et réparer les armes importées.
La plupart des armes de l'Iran avant la révolution islamique ont été importés des États-Unis et d'Europe occidentale. Entre 1971 et 1975, le Shah  a eu une frénésie d'achats, la commande de 8 milliards  de dollars US uniquement dans les armes des États-Unis. Cela a alarmé le Congrès des États-Unis, ce qui a renforcé la loi de 1968 sur les exportations d'armes en 1976 et l'a rebaptisé l'Arms Export Control Act (en). Pourtant, les États-Unis a continué de vendre de grandes quantités d'armes à l'Iran jusqu'à la Révolution islamique de 1979. 
En 1977, l'organisation des industries de défense a commencé à travailler sur les missiles, conjointement avec Israël et a demandé un programme de développement de missiles conjoint avec les États-Unis qui ont rejeté ce programme. En 1979, le pays a pris la première étape dans la fabrication inspirée de l'ingénierie soviétiques RPG-7, BM21, et de missiles SA-7. Après la révolution islamique et le début de la guerre Iran-Irak, les sanctions économiques et un embargo sur les armes est dirigé par les États-Unis couplé avec une forte demande de matériel militaire ce qui a forcé l'Iran à compter sur son industrie d'armement nationale pour la réparation et de pièces de rechange. Le Corps des Gardiens de la révolution islamique a été chargé de la réorganisation de l'industrie militaire nationale. Sous leur commandement, l'industrie militaire de l'Iran s'est considérablement élargi, et avec le ministère de la Défense versant capitaux dans  l'industrie des missiles, l'Iran eut bientôt un arsenal de missiles. Depuis 1992, il a également produit ses propres chars, véhicules blindés, missiles, un sous-marin de poche, et un avion de chasse. En 2007, à la suite des événements dans le programme nucléaire iranien, l'ONU a établi des sanctions contre l'Iran lui interdisant d'exporter toute forme d'armes. En dépit de ces sanctions, l'Iran a vendu des matériels militaires à des pays comme le Soudan, la Syrie, et du la Corée du Nord. L'Iran a également été incapable de continuer à construire son propre système de défense aérienne surnommé Bavar 373. 
Le 2 novembre 2012, le général de brigade iranien Hassan Seifi a rapporté que l'armée iranienne avait atteint l'autosuffisance dans  la production de matériel militaire, et que les capacités scientifiques iraniennes ont permis au pays de faire des progrès significatifs dans ce domaine. Il a déclaré : « Contrairement aux pays occidentaux qui cachent leurs nouvelles armes et munitions de tous, [...] l'Armée de l'Iran n'a pas peur  d'afficher ses dernières réalisations militaires et tous les pays doivent prendre conscience des progrès de l'Iran dans la production d'armes ».

## Sources
- (en) Cet article est partiellement ou en totalité issu de l’article de Wikipédia en anglais intitulé « Defense industry of Iran » (voir la liste des auteurs).